# Blanca Alcalá Ruiz
Blanca María del Socorro Alcalá Ruiz (Tlaxcala de Xicohténcatl, Tlaxcala, 8 de octubre de 1961) es una política mexicana. Fue presidente municipal de Puebla de Zaragoza de 2008 a 2011, y candidata a la gubernatura del Estado de Puebla en las elecciones de 2016 por el Partido Revolucionario Institucional, el Partido Verde Ecologista de México y el Partido Encuentro Social, recibiendo el 33.5% de los votos. De agosto de 2017 a noviembre de 2018, fue Embajadora de México en Colombia.

## Educación
- Licenciatura en Relaciones Internacionales, por la Universidad de las Américas de Puebla
- Maestría en Administración Pública por el Instituto Nacional de Administración Pública
- Doctorado en Administración Pública por el IAP, Veracruz

## Carrera política
- Es miembro activo del Partido Revolucionario Institucional desde 1981  donde ha  ocupado diferentes responsabilidades:
- Embajadora de México en Colombia (2017-2018).
- Delegada  del CEN de PRI  en el Estado de  Colima.
- Vicecoordinadora de la XXI Asamblea Nacional del PRI
- Secretaria General Adjunta del CEN de la CNOP.
- Secretaria General del Comité Directivo Estatal del PRI.
- Presidente del Comité Municipal del PRI en Puebla Capital.
- Senadora de la República LXII y LXIII legislatura
- Presidente municipal de Puebla Periodo 2008 – 2011
- Diputada Local de la LIII Legislatura del H. Congreso del Estado.
- Titular de la Secretaría de Finanzas y Administración del Gobierno del Estado de Puebla.
- Delegada General del Banco Nacional de Obras y Servicios Públicos.
- Subsecretaria de la Secretaría de Desarrollo, Evaluación  y Control de la Administración Pública.
- Subsecretaria de Desarrollo Regional de la Secretaría de Desarrollo Social.
- Subsecretaria de Desarrollo Social
- Directora General del Instituto Poblano de la Mujer.
- Directora General del Sistema Estatal para el Desarrollo Integral de la Familia.

El 28 de febrero de 2016 fue seleccionada por el Partido Revolucionario Institucional como candidata a la gubernatura del Estado de Puebla en las elecciones locales de ese año, para el período 2017-2018.